# Druga Gać
Druga Gać – dawniej dwie wsie (Gać i Gać Druga), obecnie jedna z integralnych części miasta Blachowni.
W latach 1975–1998 miejscowość administracyjnie należała do województwa częstochowskiego.
W Królestwie Kongresowym i w II Rzeczypospolitej w gminie Dźbów. Od 1954 r. weszła w skład osiedla Blachownia (od 1967 r. miasto). Atrakcją dzielnicy są źródła rzeki Stradomki i edukacyjna ścieżka przyrodnicza w lesie.